# Basílio II de Constantinopla
Basílio II de Constantinopla ou Basílio II Camatero (em grego: Βασίλειος Καματηρός) foi o patriarca grego ortodoxo de Constantinopla  entre agosto de 1183 e fevereiro de 1186.

## Vida e obras
Basílio era membro da família Camatero, proeminente entre os oficiais do governo bizantino no século XII. Ele inicialmente serviu sob Manuel I Comneno (r. 1143-1180) como um diplomata, mas, depois de uma missão desastrosa à Itália, ele caiu em desgraça e foi banido. Sua sorte mudou sob Andrônico I Comneno (r. 1183-1185), que também havia sido exilado por Manuel.
Na época, Andrônico estava tendo problemas com o patriarca Teodósio I Borradiotes, que se opunha ao imperador em diversos temas, como o planejado casamento de sua filha ilegítima, Irene, como Aleixo, o filho ilegítimo de Manuel I (por serem parentes próximos) e também por conta da expulsão da imperatriz-mãe Maria de Antioquia do Grande Palácio. Teodósio foi forçado a abdicar por isso e foi substituído por Basílio.
O novo patriarca imediatamente cedeu aos desejos de Andrônico, abrindo o caminho para o casamento e chegando até mesmo a absolver os assassinos do jovem imperador Aleixo II Comneno (r. 1180-1183). Depois que Andrônico foi deposto e executado, em setembro de 1185, Basílio não conseguiu cair nas graças do novo governante, Isaac II Ângelo (r. 1185-1195 e 1203-1204), apesar de ter oficializado a coroação. Ele foi desposto e condenado por um sínodo por ter aprovado o casamento de Irene e Aleixo. Nada mais se sabe sobre ele depois disso.